# 由良有里紗
由良 有里紗（ゆら ありさ、1990年9月10日 - ）は、日本のタレント。大阪府出身。血液型A型。
2003年にスカウトされ、タレントに転身。

## 主な作品

### テレビ
- ジュニアでGo! 15-0
- 仮面ライダーカブト（2006年、テレビ朝日）
- 相棒Season6 第7話（2007年、テレビ朝日）
- 鹿男あをによし第4話・第5話（2008年、フジテレビ）

### ラジオ
- ASIAN 美少女 FILE

### 映画
- Strange Circus 奇妙なサーカス

### 雑誌
- Hanacyu(表紙)